# Krasna
Krasna [pronunciación en polaco: /ˈkrasna/] es un pueblo ubicado en el distrito administrativo de Gmina Huszlew, dentro del Distrito de Łosice, Voivodato de Mazovia, en el este de Polonia central. Se encuentra aproximadamente a 6 kilómetros al sur de Huszlew, a 18 kilómetros al sureste de Łosice, y a 129 kilómetros al este de Varsovia.